# Бака (Дунајска Стреда)
Бака (слч. Baka, мађ. Baka) насељено је мјесто са административним статусом сеоске општине (слч. obec) у округу Дунајска Стреда, у Трнавском крају у Словачкој.

## Становништво
| Година:    | 1993. | 2003.   | 2013.   | 2023.   |
| ---------- | ----- | ------- | ------- | ------- |
| Број људи: | 1102  | 1097    | 1099    | 1136    |
| Разлика:   |       | -0,45 % | +0,18 % | +3,36 % |

| Година:    | 2022. | 2023.   |
| ---------- | ----- | ------- |
| Број људи: | 1143  | 1136    |
| Разлика:   |       | -0,61 % |

Према подацима о броју становника из 2011. године насеље је имало 1.118 становника.